# هزینه دروازه
هزینه دروازه (یا هزینه بازپرداخت) هزینه‌ای است که از مقدار معینی از زباله دریافت‌شده در یک مرکز پردازش زباله اخذ می‌شود.
در مورد محل دفن زباله عموماً برای جبران هزینه باز کردن، نگهداری و در نهایت بسته شدن سایت اخذ می‌شود. همچنین ممکن است هر گونه مالیات دفن زباله را که در منطقه اعمال می‌شود شامل شود. هزینه دروازه با هزینه حذف زباله که هزینه ای است که از مردم در مناطقی مانند ایرلند اخذ می‌شود، که در آن جمع‌آوری زباله به عنوان بخشی از مالیات محلی پوشش داده نمی‌شود، متفاوت است.
بستگی به منبع و نوع ضایعات، هزینه می‌تواند به ازای هر بار، هر تن یا هر مورد دیگر دریافت شود.